# Rolling star
«Rolling Star» (яп. ローリング スター) — седьмой сингл певицы Юи, выпущенный 17 января 2007 года. Это её первый сингл под лейблом Studioseven. Песня была использована в качестве открывающей композиции аниме «Блич» (вторая композиция данного автора, использованная в сериале; первой стала песня «Life»).
Диск стал «золотым», согласно информации RIAJ. Он поднялся на 4 пиковую строчку чарта Oricon.

## Список композиций
1. Rolling star
2. Winter Hot Music
3. I Remember You: Yui Acoustic Version
4. Rolling Star: Instrumental

## Позиции в хит-параде Oricon
| Чарт                    | Пиковая позиция | Суммарные продажи |
| ----------------------- | --------------- | ----------------- |
| Ежедневный чарт синглов | 3               |                   |
| Еженедельный            | 4               | 169,277           |
| Ежемесячный             | 6               |                   |
| Ежегодный               | 35              |                   |